# 불타는 청춘 (영화)
"불타는 청춘"은 1966년 공개된 대한민국의 영화이다.

## 배역
- 신성일
- 고은아
- 박암
- 트위스트 김
- 남미리